# Karl Vittinghoff
Karl Vittinghoff (* 11. April 1899 in Frankfurt am Main; † 1. Januar 1976 in Hamburg) war ein deutscher Politiker (SPD).

## Leben

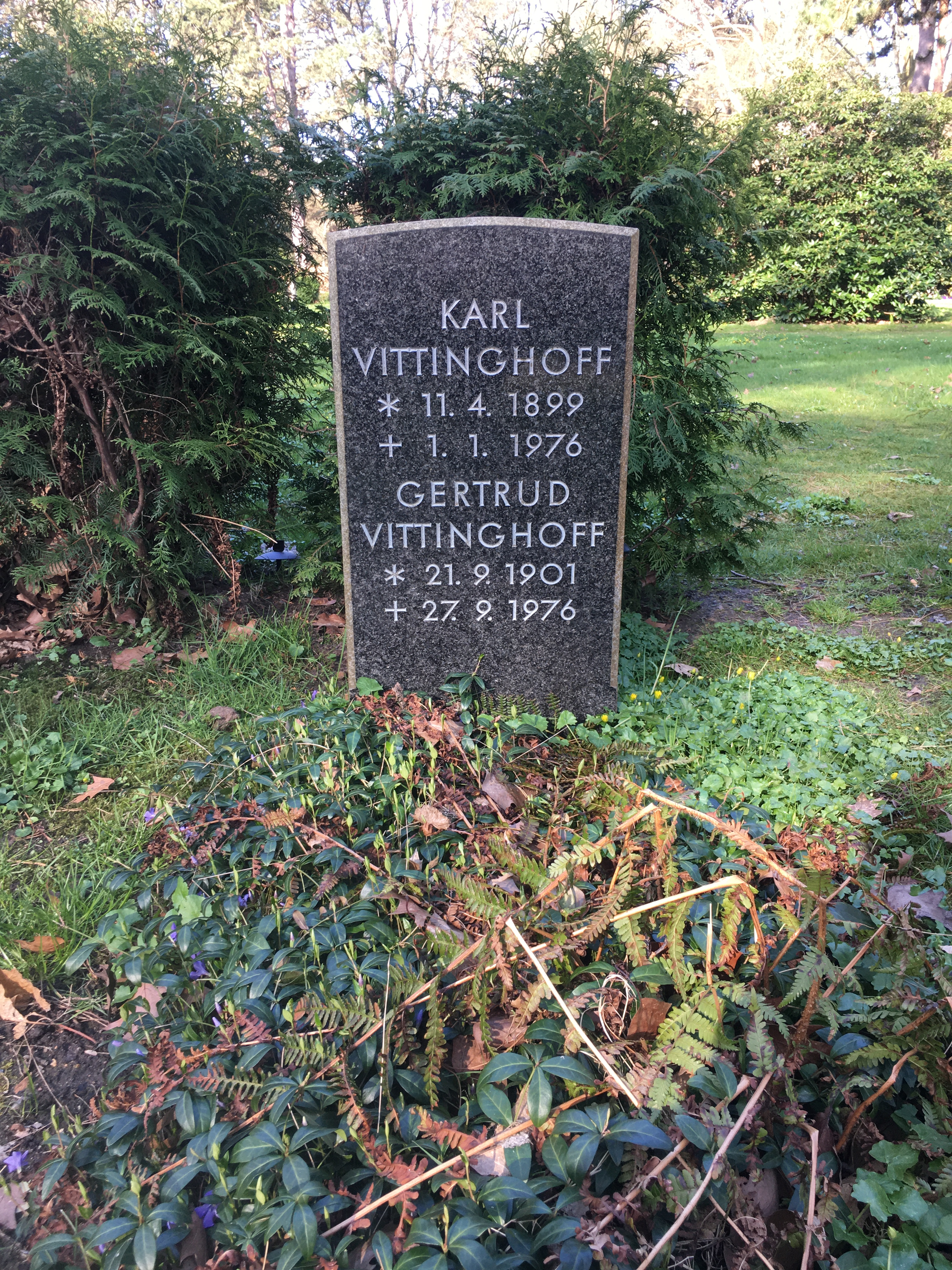
Grabstätte auf dem Friedhof Ohlsdorf

Vittinghoff besuchte die Volksschule und absolvierte im Anschluss eine Lehre als Maschinenbauer. Von 1917 bis 1918 nahm er als Soldat am Ersten Weltkrieg teil und wurde bei den Marinefliegern eingesetzt. Nach dem Kriegsende war er als Metallarbeiter tätig.
Vittinghoff trat 1918 in die SPD ein. Am 20. April 1952 wurde er als Nachfolger von Karl Meitmann zum Landesvorsitzenden der SPD Hamburg gewählt. Von 1952 bis 1964 war er zugleich Vorsitzender des SPD-Bezirkes Hamburg-Nordwest. Als er auf dem Landesparteitag am 13. Mai 1966 sein Amt aus Altersgründen zur Verfügung gestellt hatte, wurde nicht wie erwartet Helmut Schmidt, sondern Paul Nevermann zu seinem Nachfolger gewählt.
Bei der Bürgerschaftswahl in Hamburg 1953 wurde Vittinghoff als Abgeordneter in die Hamburgische Bürgerschaft gewählt, der er bis 1970 angehörte. Bei den Bundestagswahlen 1957 und 1961 kandidierte er jeweils auf Platz 20 der Landesliste der Hamburger SPD, konnte aber nicht als Abgeordneter in den Deutschen Bundestag einziehen.
Karl Vittinghoff verstarb am Neujahrstag des Jahres 1976 und wurde auf dem Friedhof Ohlsdorf im Planquadrat Bo 68 beigesetzt.